# Einar Gunnarsson (Diplomat)
Einar Gunnarsson (* 1966) ist ein isländischer Diplomat. Er war von 2015 bis 2018 Ständiger Vertreter Islands bei den Vereinten Nationen in New York. Seit August 2022 ist er Ständiger Vertreter Islands bei den internationalen Organisationen in Genf.

## Leben
Einar Gunnarsson absolvierte nach dem Schulbesuch ein Studium der Rechtswissenschaften an der Universität Island und war im Anschluss zwischen 1992 und 1995 als Rechtsanwalt in der in Reykjavík ansässigen Anwaltskanzlei GÁJ tätig. Danach trat er in das Außenministerium ein und war dort zunächst von 1996 und 1998 als Rechtsberater und stellvertretender Leiter der Verteidigungsabteilung sowie zwischen 1998 und 2000 als Erster Sekretär und Legationsrat in der Handelsabteilung tätig. Im Anschluss fungierte er zwischen 2000 und 2004 als Botschaftsrat an der Botschaft und Vertretung bei der Europäischen Union in Brüssel sowie daraufhin von 2004 bis 2006 als stellvertretender Ständiger Vertreter und Botschaftsrat an der Ständigen Vertretung bei den Internationalen Organisationen in Genf. Danach war er zwischen 2007 und 2008 Leiter des Personalabteilung des auswärtigen Dienstes sowie von 2008 bis 2009 Leiter und Chefunterhändler der Abteilung für Internationale Handelsbeziehungen des Außenministeriums, ehe er zwischen 2009 und 2014 Ständiger Staatssekretär und damit höchster Beamter des Außenministeriums war.
Am 20. Januar 2015 übergab Einar Gunnarsson sein Beglaubigungsschreiben als Ständiger Vertreter bei den Vereinten Nationen. Zugleich ist er seit 2015 als Botschafter in Kuba akkreditiert. Darüber hinaus wurde er am 31. Mai 2017 zum Vorsitzenden des Ausschusses für soziale, humanitäre und kulturelle Fragen (Hauptausschuss 3) der UN-Generalversammlung gewählt.
Dieses Amt übte er bis 2018 aus. Anschließend wirkte er unter anderem als Botschafter für arktische Angelegenheiten.
Seit August 2022 ist er Ständiger Vertreter Islands bei den Vereinten Nationen in Genf, der EFTA und der Welthandelsorganisation. Seit Januar 2023 führt er die Negotiating Group on Rules in der WTO. Eine seiner Hauptaufgaben ist die weitere Verhandlung im Rahmen des Übereinkommens über Fischereisubventionen zu koordinieren. Auf diese Verhandlungen hatten sich die Mitglieder bei der 12. Ministerkonferenz geeinigt.
Einar Gunnarsson ist verheiratet und Vater zweier Töchter.